# Рябев, Лев Дмитриевич
Лев Дмитриевич Рябев (р. 8 сентября 1933, Вологда) — советский и российский государственный и хозяйственный деятель. Видный деятель ВПК. Депутат Верховного Совета СССР 11 созыва. Лауреат Государственной премии СССР и Государственной премии РФ.
По состоянию на 2024 год является единственным ныне живущим бывшим заместителем Председателя Совета Министров СССР.

## Биография
Окончил МИФИ по специальности «инженер-физик» в 1957 году.
- 1957—1963 — инженер, старший инженер ВНИИ экспериментальной физики Министерства среднего машиностроения СССР.
- 1963—1967 — 2-й секретарь Кремлёвского горкома КПСС.
- 1967—1969 — зам. главного инженера по производству ВНИИИ экспериментальной физики.
- 1969—1972 — заведующий отделом оборонной промышленности Горьковского обкома КПСС.
- 1972—1978 — 1-й заместитель директора, директор (с 1974) ВНИИ экспериментальной физики.
- 1978—1984 — заведующий сектором среднего машиностроения Отдела оборонной промышленности ЦК КПСС.
- 1984—1986 — заместитель, 1-й заместитель Министра среднего машиностроения СССР.
- 1986—1989 — министр среднего машиностроения СССР.
- 1989—1991 — заместитель Председателя Совмина СССР и Премьер-министра СССР. Председатель Бюро Совета Министров СССР по топливно-энергетическому комплексу
- 1993—2002 — первый заместитель министра Российской Федерации по атомной энергии.
- С 2002 года заместитель директора Российского федерального ядерного центра — ВНИИ экспериментальной физики по развитию.

## Награды
- орден Ленина (1976)
- два ордена «Знак Почёта»
- орден Почёта (1996)[1]
- лауреат Государственной премии СССР (1983)
- лауреат Государственной премии Российской Федерации (1994)
- лауреат премии Правительства Российской Федерации (2003)